# عبدالعزیز المنصور (بازیکن فوتبال)
عبدالعزیز المنصور (انگلیسی: Abdulaziz Al-Mansor؛ زادهٔ ۲۵ اوت ۱۹۹۰) یک ورزشکار اهل عربستان سعودی است.
از باشگاه‌هایی که در آن بازی کرده‌است می‌توان به باشگاه فوتبال الاتفاق عربستان سعودی و باشگاه فوتبال الوحده عربستان سعودی اشاره کرد.